# 长毛华南远志
长毛华南远志（学名：Polygala glomerata var. villosa）为远志科远志属下的一个变种。